# PlayStation App
PlayStation App es una aplicación de software para dispositivos iOS y Android desarrollada por PlayStation Mobile Inc.

## Características
La aplicación permite a los usuarios:
- Vea qué amigos están en línea y a qué están jugando.
- Recibe notificaciones, alertas de juegos e invitaciones.
- Personaliza el perfil de PSN.
- Ver su progreso y comparar trofeos.
- Manténgase al día con las últimas actividades de amigos y jugadores seguidos.
- Obtenga juegos y complementos en la PlayStation Store y envíe solicitudes remotas a PS4 para descargar en segundo plano.

Sony también ha desarrollado otras aplicaciones para complementar la aplicación principal, como PlayStation Messages para intercambiar mensajes con usuarios de PSN, PlayStation Communities para ver comunidades de PS4 y PS4 Second Screen, para usar el dispositivo como una segunda pantalla en juegos de PS4 seleccionados, así como un teclado en pantalla para escribir rápida y fácilmente.

## Historial de actualizaciones
La primera versión de la aplicación se lanzó el 15 de noviembre de 2013, el día del lanzamiento de PS4 en Norteamérica. La versión 1.70 fue lanzada el 30 de abril de 2014 y agregó notificaciones, enlaces de solicitud de amistad e imágenes de perfil personalizadas. La versión 2.00 se lanzó el 27 de octubre de 2014 y agregó soporte para tabletas. La versión 2.50 lanzada el 26 de marzo de 2015 agregó opciones de accesibilidad. La versión 3.00 lanzada el 30 de septiembre de 2015 agregó eventos e inicio de sesión de invitado. La versión 3.10 agregó la capacidad de seguir a jugadores verificados y la sección de mensajes se dividió en su propia aplicación. La versión 3.50 agregó la capacidad de crear eventos. La 4.00 permitía a los usuarios cambiar su avatar de PSN directamente desde la aplicación. El 29 de noviembre de 2016 se lanzó una nueva aplicación llamada PlayStation Communities.
La aplicación PlayStation se rediseñó por completo el 7 de noviembre de 2017 con tiempos de carga mejorados. La funcionalidad de la segunda pantalla se dividió en su propia aplicación y se eliminó la capacidad de ver transmisiones en vivo y eliminar listas de trofeos con una tasa de finalización del 0%.
La aplicación PlayStation se rediseñó por completo nuevamente el 28 de octubre de 2020 con opciones para iniciar juegos de forma remota, administrar el almacenamiento e iniciar sesión en su sistema. Puede comprar y descargar juegos directamente a su PS5 y PS4.
Mientras usa su teléfono, puede crear grupos y salas de chat de voz con otras 15 personas. PS Messages también está integrado en la aplicación PlayStation.
En lugar de la vista web anterior, Sony ha agregado una PlayStation Store completamente nativa, por lo que comprar y descargar juegos de forma remota a su PS5 y PS4 debería ser mucho más fácil. Una interfaz general actualizada le brinda una visión más rápida de lo que están jugando sus amigos, así como de sus propios juegos que se jugaron recientemente.